# Melanthia inexpectata
Melanthia inexpectata är en fjärilsart som beskrevs av Warnecke 1938. Melanthia inexpectata ingår i släktet Melanthia och familjen mätare. Inga underarter finns listade i Catalogue of Life.